# 17176 Viktorov
17176 Viktorov este un asteroid din centura principală de asteroizi.

## Descriere
17176 Viktorov este un asteroid din centura principală de asteroizi. A fost descoperit pe 30 septembrie 1999 la Socorro, New Mexico, în cadrul proiectului LINEAR. Asteroidul prezintă o orbită caracterizată de o semiaxă mare de 2,20 ua, o excentricitate de 0,06 și o înclinație de 5,2° în raport cu ecliptica.